# Campeonato Sul-Americano de Rugby de 1969
O Campeonato Sul-Americano de Rugby de 1969 foi a VI edição deste torneio.

O torneio foi realizado em 	Santiago Chile e participaram as equipas de Argentina, Uruguai e o Chile.
O sucesso foi da Seleção Argentina.

## Jogos
| 4 de Outubro de 1969 |        |         |                  |
| Argentina            | 41 - 6 | Uruguai | Santiago (Chile) |
|                      |        |         | Santiago (Chile) |

| 8 de Outubro de 1969 |        |         |                  |
| Chile                | 13 - 6 | Uruguai | Santiago (Chile) |
|                      |        |         | Santiago (Chile) |

| 11 de Outubro de 1969 |        |           |                  |
| Chile                 | 0 - 54 | Argentina | Santiago (Chile) |
|                       |        |           | Santiago (Chile) |

### Classificação
| Seleção   | Vitórias | Empates | Derrotas | Pontos a favor | Pontos contra | Pontos +/- | Pontos |
| --------- | -------- | ------- | -------- | -------------- | ------------- | ---------- | ------ |
| Argentina | 2        | 0       | 0        | 95             | 6             | +89        | 6      |
| Chile     | 1        | 0       | 1        | 13             | 60            | -47        | 4      |
| Uruguai   | 0        | 0       | 2        | 12             | 54            | -42        | 2      |

Pontuação: Vitória = 2, Empate = 1, Derrota = 0 

## Campeão
| Campeonato Sul-Americano de Rugby 1969 |
| -------------------------------------- |
| ARGENTINA Campeã (6º título)           |